# Selsawet Adamawa
Der Selsawet Adamawa, Adamauski Selsawet (belarussisch Адамаўскі сельсавет; russisch Адамовский сельсовет) ist eine Verwaltungseinheit im Rajon Polazk in der Wizebskaja Woblasz in Belarus. Das Zentrum des Selsawets ist das Dorf Adamawa. Adamauski Selsawet umfasst 28 Dörfer und liegt im Nordwesten des Rajons Polazk.